# MoneyGram
MoneyGram International, Inc. — американська фінансова компанія, яка проводить операції на міжнародних фінансових ринках.

## Історія
Фірму засновано в 1940 році. Представлена на Нью-Йоркській фондовій біржі (NYSE: MGI).
MoneyGram надає послуги з міжнародних грошових переказів та є другою у світі компанією за розмірами грошових переказів. 
Компанія працює в понад 200 країнах і має мережу з понад 347 000 офісів і представництв. Послугами компанії користуються більш ніж 50 мільйонів користувачів, які відправляють понад $200 млрд на рік.
Штаб-квартира компанії MoneyGram розташована в Далласі (США).

## Збої в роботі
З 23 вересня 2024 року, протягом декількох діб, в роботі MoneyGram тривав збій, в результаті якого користувачі не мали змоги надсилати гроші. Згідно повідомлення компанії, сервіс зазнав збою в мережі, який вплинув на підключення до низки систем оператора, тому MoneyGram вивів системи в офлайн у відповідь на проблему кібербезпеки і працює із зовнішніми експертами з кібербезпеки, а також координує свої дії з правоохоронними органами.